# 火雷神社 (玉村町)

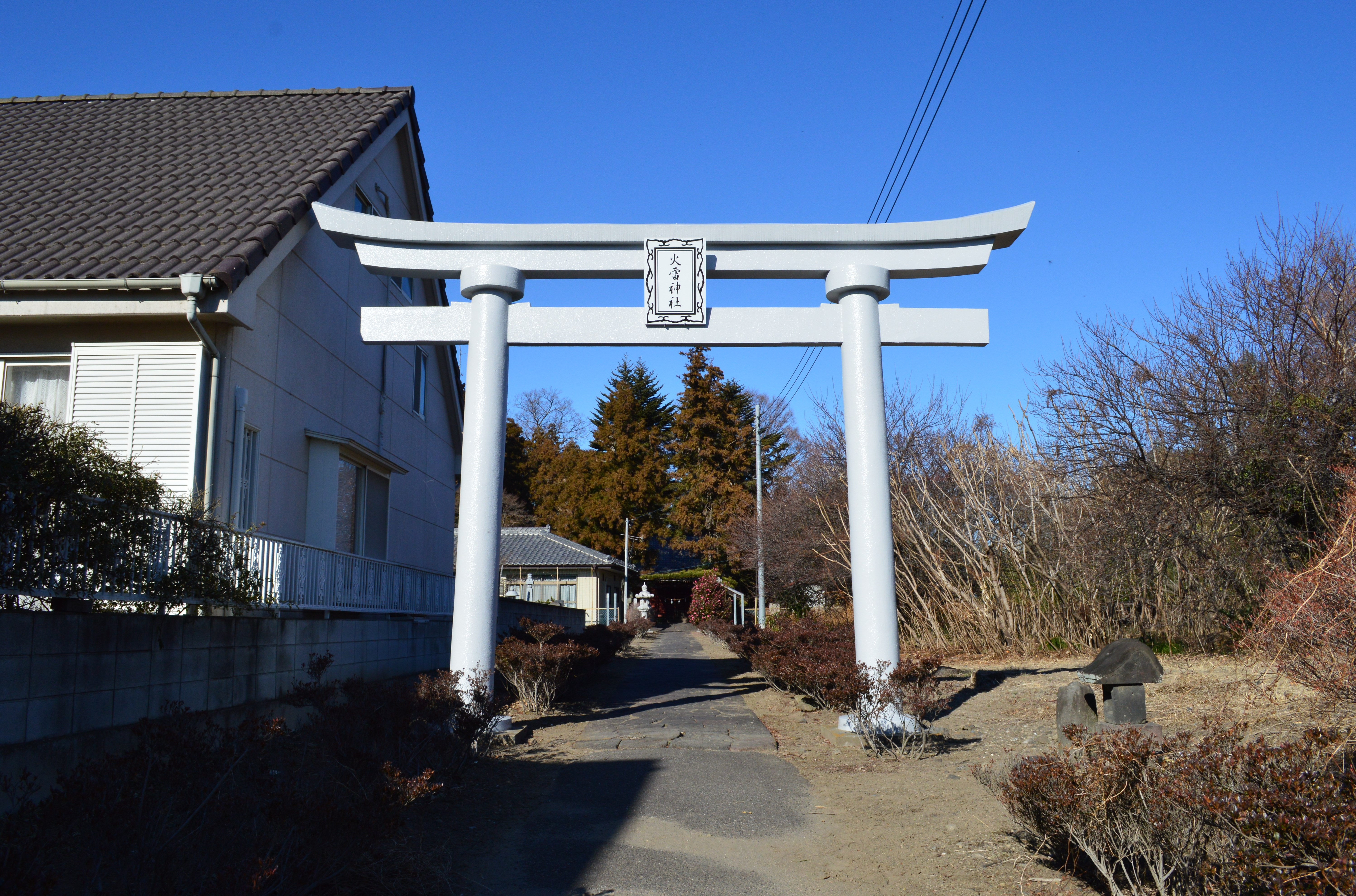
鳥居

火雷神社（からいじんじゃ/ほのいかづちじんじゃ）は、群馬県佐波郡玉村町にある神社。式内社、上野国八宮。旧社格は郷社。
利根川右岸に鎮座しており、左岸に鎮座する倭文神社（上野国九宮、上之宮）に対して「下之宮（しものみや）」と称される。

## 祭神
主祭神
- 火雷神 （ほのいかづちのかみ）[2]

配祀神
- 保食命、菅原道真命、那波八郎命
- 火産霊命、大物主命、健御名方命
- 誉田別命、素盞鳴尊、高淤賀美命
- 宇迦之御魂命、大日孁貴命、少彦名命

## 歴史

### 創建
社伝では、第10代崇神天皇元年の創建という。その後景行天皇（第12代）の代に東国に派遣された御諸別王（崇神天皇四世孫）も当社を祭祀したと伝える。当社の奉斎氏族は、壬申の乱で功を成した佐味氏（佐味君）と考えられている。
鎮座地の地名「下之宮」は、当社に由来するとされており、利根川を挟んで「上之宮」の倭文神社と対峙するが、中世の利根川変流まで両社は地続きであったという。

### 概史
国史の初見は、『日本後紀』延暦15年（796年）に賀茂神社・美和神社とともに「那波郡火雷神」を官社と為すという記事である。これら3神は、いずれも大和地方からの勧請と見られている（賀茂 = 高鴨神社、美和 = 大神神社、火雷 = 葛木坐火雷神社）。
『延喜式』神名帳では上野国那波郡に「火雷神社」と記載され、式内社に列している。『日本後紀』『延喜式』いずれにも「那波郡」と記載されるが、この郡は佐波郡（明治に佐位郡・那波郡を合併）の前身にあたる。
長元3年（1030年）の『上野国交替実録帳』には「正二位火雷明神社」と記されるとともに「神館壱宇、鳥居壱基、間垣壱廻」と記載がある。また『上野国神名帳』では、総社本では鎮守10社の8番目、一宮本では鎮守12社の10番目に「従一位火雷大明神」と記載されている。
南北朝時代成立の『神道集』では「八宮ヲハ那波ノ上ノ宮、火雷神ト申ス」と記載があることから、当社は上野国の八宮であったと見られている（「上ノ宮」は誤記と見られる）。また同集によると、当社の本地仏は虚空蔵菩薩であった。中世には那波氏・新田氏から崇敬され、盛時には4町四方の社域を有したが、那波氏衰退とともに当社も零落したと伝える。
近世には天神信仰により「火雷天神社」と称された。
明治5年（1872年）7月、近代社格制度において郷社に列した。

### 神階
- 六国史
  - 延暦15年（796年）8月16日、官社に列す （『日本後紀』）[6]
- 六国史以後
  - 長元3年（1030年）、正二位 （『上野国交替実録帳』）[7] - 表記は「火雷明神社」。
  - 従一位 （『上野国神名帳』）[4] - 表記は「火雷大明神」。

## 境内
本殿は三間社流造で、江戸時代の正保2年（1645年）に造営され、以後修復を繰り返した。

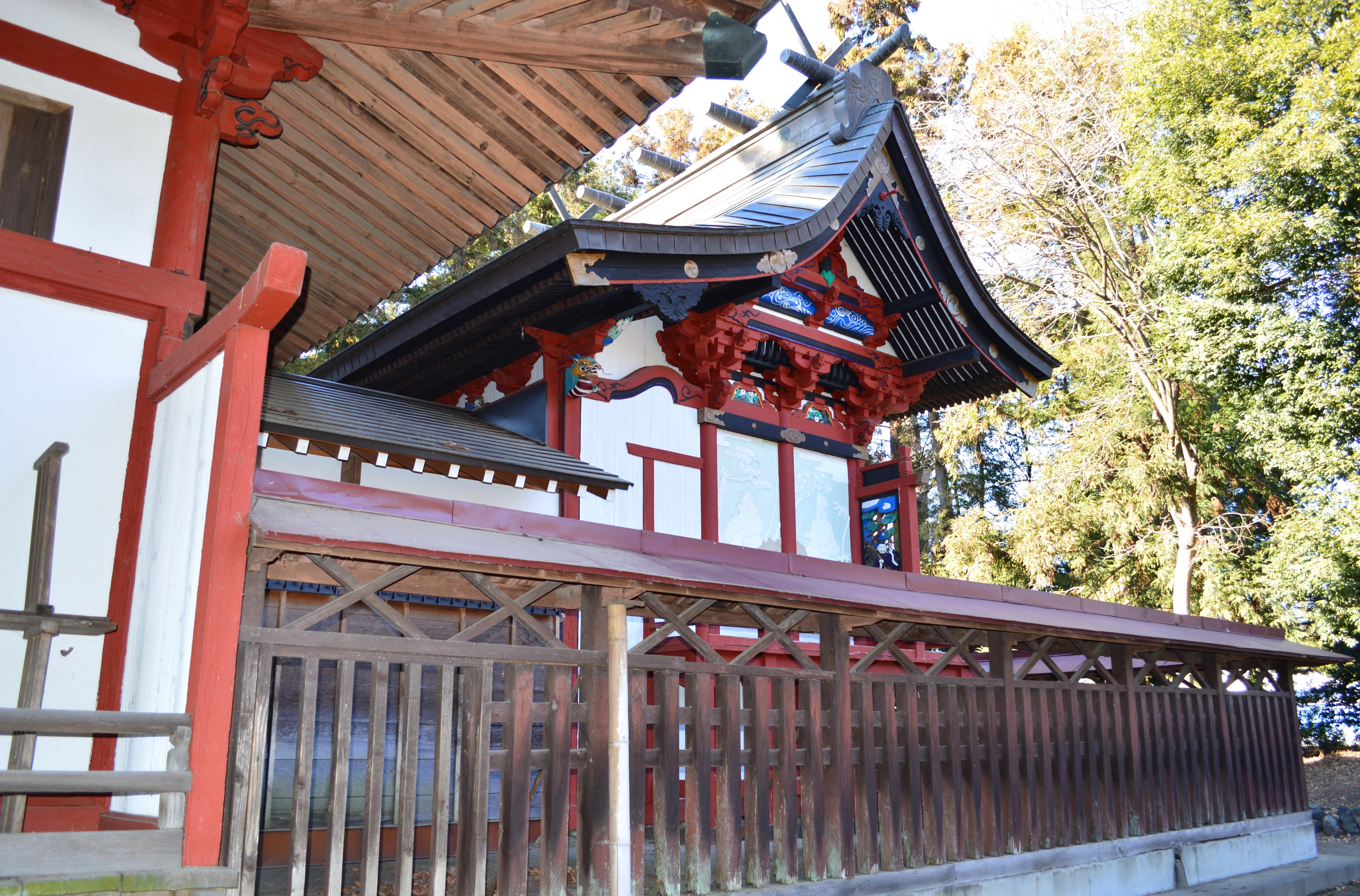
本殿
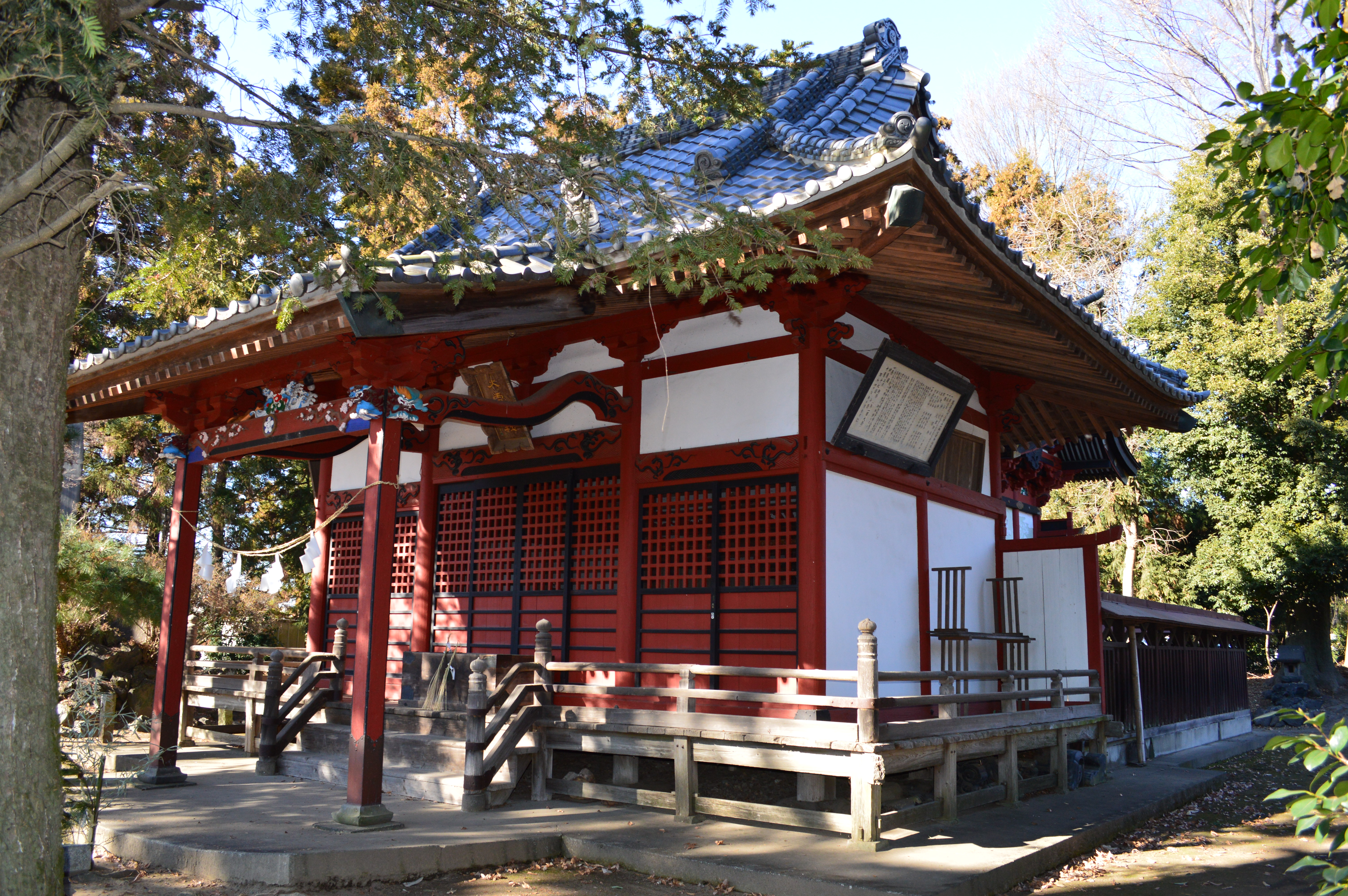
拝殿
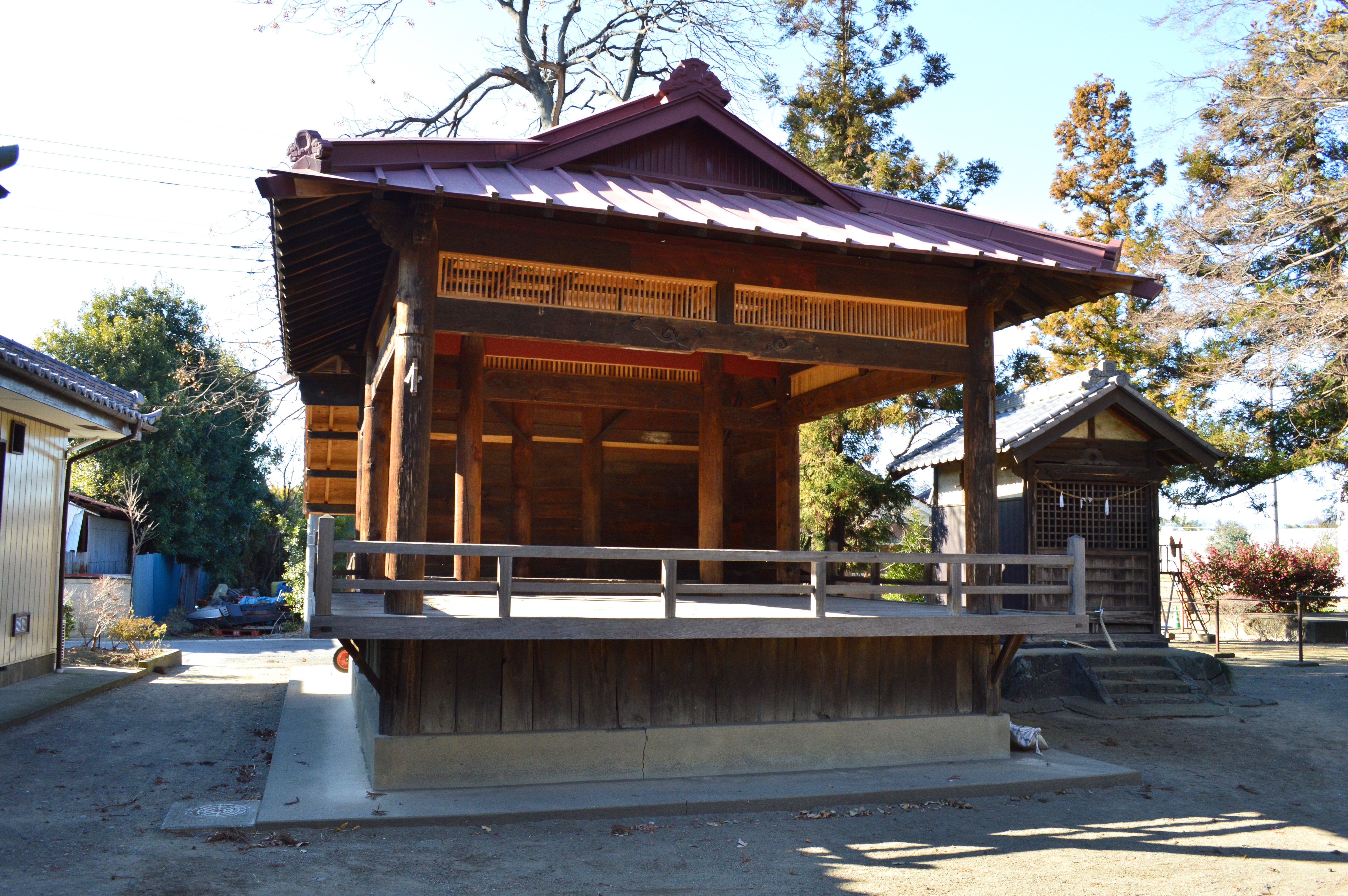
神楽殿
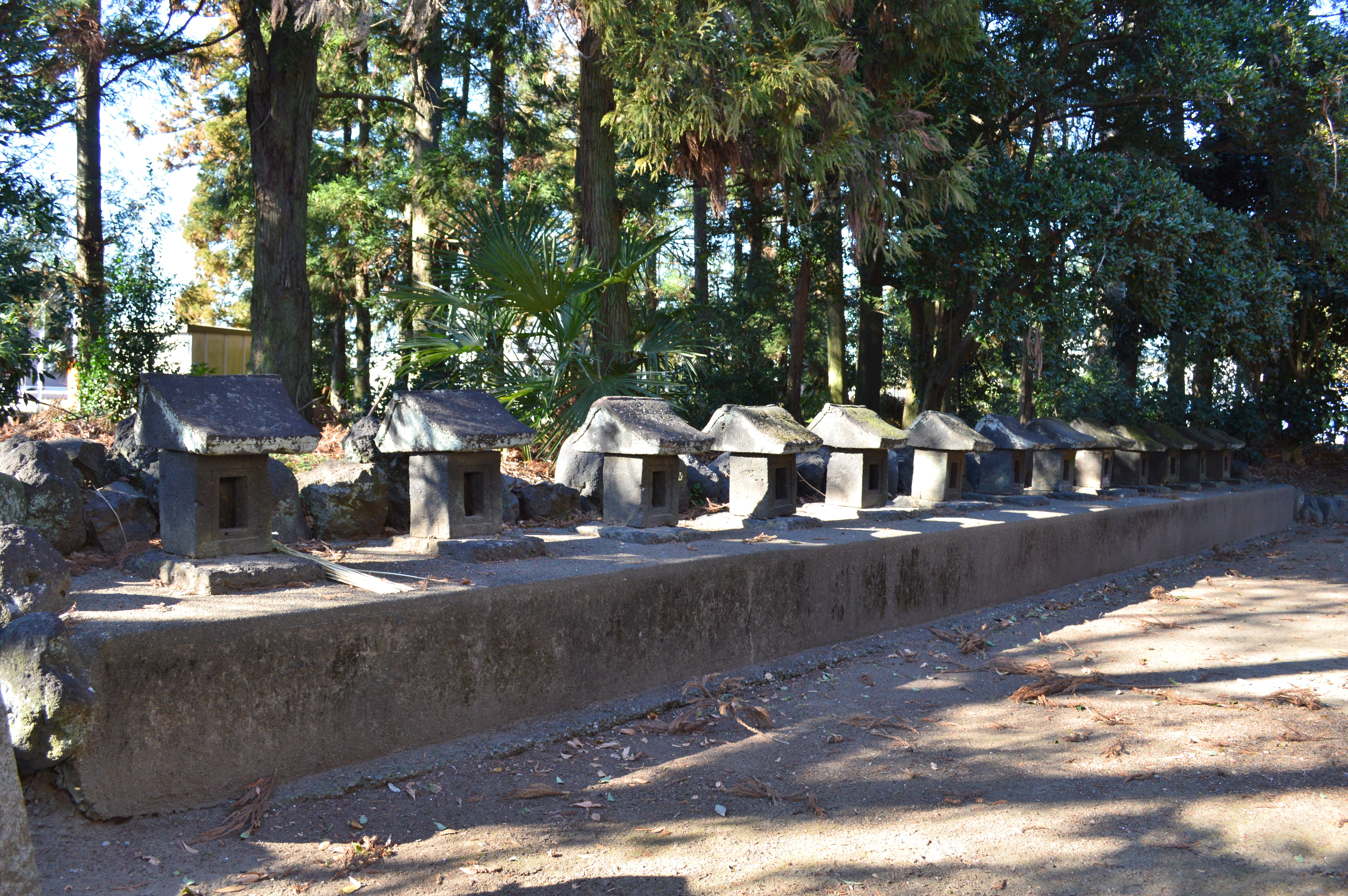
石祠群

## 祭事
- 例祭 （4月3日）
- 小祭 （10月17日）

上記のほか、旧暦10月末の午の日午前0時から旧暦11月初午の日の夜明けにかけての13日間、特殊神事「麦蒔御神事（むぎまきごしんじ）」が行われる。神事は貞観4年（862年）に始まったといわれる。旧暦10月末の午の日の丑刻に秘密神事を行い、燈火を用いず微声で祝詞を奏上する。その後は旧暦11月初午の日まで、神社四面にしめ縄を張って一切の立ち入りを禁じ、氏子も鳴り物・高声を禁じられる。この神事は五穀豊穣と災難除けを祈るもので、古代の祭りの様子を伝える神事であるとして町の重要無形民俗文化財に指定されている。

## 文化財

### 玉村町指定重要無形民俗文化財
- 麦蒔御神事[8] - 平成12年4月27日指定。

## 現地情報
所在地
- 群馬県佐波郡玉村町大字下之宮甲524

周辺
- 東林寺 - 旧別当寺[5]。火雷神社に隣接する。
- 倭文神社 （伊勢崎市東上之宮町、北緯36度18分39.99秒 東経139度9分5.17秒 / 北緯36.3111083度 東経139.1514361度） - 上之宮。利根川を挟んで対峙する。